# Aceitera General Deheza (AGD)
Aceitera General Deheza (AGD) es un complejo agroindustrial argentino dedicado a la producción de proteínas y aceites vegetales, biodiésel y glicerina refinada.
El funcionamiento de AGD (y sus empresas vinculadas) se especializa en cuatro divisiones de negocio: unidad de negocios agropecuarios, marcas propias, elaboración de maní, y elaboración de cereales y oleaginosas.
El complejo industrial cuenta con ocho redes de acopio y oficinas de compra en ocho provincias de la Argentina: Córdoba, Chaco, Santa Fe, Buenos Aires, Tucumán, Salta, Santiago del Estero y Entre Ríos.
Es una de las empresas exportadoras de aceite envasado más importante del país, correspondiente al 30% del total exportado desde Argentina. Así, el complejo cuenta con una red global de operaciones que permite organizar su presencia en los cinco continentes. Esto le permite ser una empresa exportadora líder a nivel mundial, con el 5,5% del aceite de soja y el 5,8% de la harina de soja exportado por AGD sobre el mundial; así como también el 1,7% de harina de girasol y el 12,7% del aceite de maní sobre la misma estadística.

## Historia
AGD fue fundada por Adrián Urquía el 22 de julio de 1948 en General Deheza, Córdoba. La empresa comienza su actividad productiva a partir de cuatro prensas de semillas.
Entre 1953 y 1957, la empresa comienza a desplazar el cultivo de lino por los de girasol y maní. Junto con este desplazamiento, la empresa encara su primer proceso de tecnificación para aumentar su producción de 30 a 150 toneladas diarias. 
Entre 1958 y 1962, la empresa profundiza su proceso de tecnificación y aumenta su capacidad a 250 toneladas. En este período lanza al mercado sus primeras marcas de aceite: Deheza, Gacela, y La Batelera, ahora desaparecidas. 
Entre 1963 y 1967 la introducción de la extracción por solvente le permite a la empresa aumentar su producción en 200 toneladas. 
Luego de un período de crisis, la empresa retoma las inversiones en tecnología y aumenta su capacidad a 400 toneladas diarias, habilita una planta de silos y comienza con sus primeras exportaciones. 
Entre 1978 y 1982 la empresa inaugura una planta de selección de maní para confitería y aumenta su capacidad productiva al adquirir una nueva planta de extracción por solvente.
Entre 1988 y 1992 se lanzan nuevas marcas al mercado: Natura, Manley’s, Mayoliva y Runny’s. Natura logra, unos años más tarde, la certificación ISO 9001. Se inaugura la primera filial de la empresa en Rusia.
Entre 1999 y 2006 se lanza Sojola, marca de aceite y de aderezo de soja. Se produce rocío vegetal en aerosol Natura. Se lanza al mercado Aceite de Oliva Natura Clásico. En noviembre del mismo año, se incorporan dos nuevas marcas de aceites: Mazola y Copisi. Junto con los lanzamiento de marcas se producen avances en materia tecnológica aplicada a la producción.
En 2007 la empresa funda Ecofuel S.A., una planta elaboradora de biodiésel en Puerto General San Martín, provincia de Santa Fe.
En 2009 la empresa construye una planta elaboradora de glicerina, para darle mayor valor agregado a sus productos.
En 2012, la marca Natura amplía su portfolio de productos. En 2013, la mayonesa de la marca se considera libre de gluten (sin T.A.C.C.). A partir de 2014, todos los aceites de la empresa son libres de gluten.
En 2018, la empresa cumplió setenta años.

## Productos[4]
- Aceites vegetales (Oliva, soja, girasol)
- Rocío vegetal
- Mayonesa
- Salsa Golf
- Mostaza
- Pasta de maní

## Controversias
En julio de 2021,  la ONG Sinergia Animal lanzó una campaña de concientización pública hacia el complejo industrial, pidiendo que desplace el sistema de jaulas en batería de su cadena de abastecimiento.  El lanzamiento de la campaña tuvo su primer hito con una proyección audiovisual en las puertas de las oficinas comerciales del complejo industrial ubicadas en Puerto Madero, Ciudad de Buenos Aires.